# Piemert
De Piemert is een heuvel in het Heuvelland gelegen nabij Slenaken in het zuiden van de Nederlandse provincie Limburg. De heuvel ligt ten noordwesten van het dorp richting Hoogcruts. Aan de voet van de heuvel ligt de Broekhofkapel.

## Wielrennen
De helling is meermaals opgenomen in de wielerklassieker Amstel Gold Race.